# Perceval Doria
Œuvres principales
- Amor m'ave priso[2]
- Come lo giorno quando è al mattino

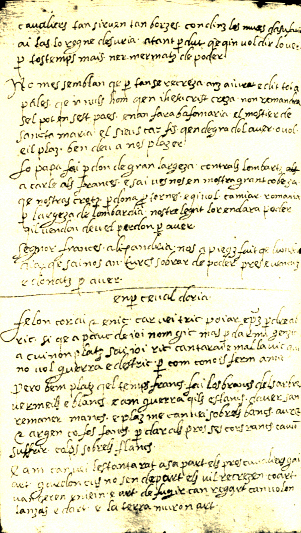
Le poème Felon cor ai et enic de « Enperceval doria » est rédigé en écriture cursive sur la moitié inférieure de la page du manuscrit.

Perceval Doria (né à Gênes vers 1195, mort à Arrone en 1264) est un condottiere, poète et un troubadour connu surtout pour ses compositions en langue provençale et en sicilien vulgaire.
Vicaire général de Manfred de Sicile pour la marche d'Ancône et le duché de Spoleto, puis celui de la Romagne, il est un poète de la langue occitane (proche de la variante provençale) et du sicilien vulgaire. Quelques manuscrits provençales lui étant attribués sont conservés dont deux chansons qui permettent de classer Perceval Doria parmi les poètes de l'école sicilienne.

## Biographie
Très probablement, Perceval ferait partie de la riche famille génoise des Doria, même si certains auteurs pensent que son nom a pour origine D'Oria, soit « d'Otranto ».
Sa biographie n'est réellement connue qu'à partir de 1228 quand il devient podestat d'Asti. Il occupe cette fonction dans plusieurs villes  en Provence, Arles (1231), Avignon (1233 et 1237) (ce qui explique sa connaissance du provençal) et en Italie du Nord, Parme (1243), Pavie (1243). Membre de la fraction gibeline, il entreprend une campagne militaire victorieuse contre les guelfes d'Alexandrie. Il est soutenu en cela par Gênes, Manfred III, marquis de Saluzzo, et Boniface II de Montferrat.
Il se voit confier des postes en Provence et c'est au cours du premier séjour avignonnais qu'il découvre les troubadours provençaux dont Foulquet de Roman. Il est de retour à Gênes jusqu'en 1241 qu'il quitte après la rébellion de la population contre les intérêts gibelins. À Parme, il se montre violent à l'encontre du clergé qui refuse de payer l'impôt. Des édifices sont brûlés et les clercs expulsés.
En 1255, il est excommunié par Alexandre IV pour son soutien envers Mandfred, fils de Frédéric II de Hohenstaufen. Celui-ci, en remerciement, le fait baron de Fasanella puis, en 1258, lors de son couronnement comme roi de Sicile, il le nomme vicaire général d'Ancône, de Spoleto et de la Romagne, une charge prestigieuse qui n'était confiée, jusque-là, qu'à un parent proche. Doria est alors marié à une Lancia, parente du roi par sa mère.
Les relations entre le roi Manfred et le pape Urbain IV s'enveniment. Perceval met à feu et à sang Spoleto en 1259 et cinq ans plus tard, parti avec une petite armée de Musulmans et d'Allemands, il vient en aide à son roi contre les armées du pape, qui prépare l'arrivée en Italie de Charles Ier d'Anjou. À cette occasion, il passe la rivière Nera à Arrone, mais il se noie avec son cheval.

## Œuvres
Avant même d'être en contact avec Manfred, Percival Doria écrit des canzone en provençale Felon cor et enic. Des textes en sicilien vulgaire subsistent Amor m'ave priso et Come lo giorno quando è al mattino, conservés dans les manuscrits Vaticano Latino 3793.

## Crédit d'auteurs
- (it) Cet article est partiellement ou en totalité issu de l’article de Wikipédia en italien intitulé « Percivalle Doria » (voir la liste des auteurs).